# Departamento de Transportación y Obras Públicas
El Departamento de Transportación y Obras Públicas de Puerto Rico, abreviado DTOP (en inglés: Puerto Rico Department of Transportation and Public Works, DTPW) es la agencia estatal gubernamental encargada en la construcción y mantenimiento de toda la infraestructura ferroviaria, carreteras estatales; así como sus autopistas federales, locales e interestatales, y Transportación y Obras Públicas aéreo de Puerto Rico. La sede de la agencia se encuentra ubicada en San Juan, Puerto Rico.